# Philippe Omnès
Pour les articles homonymes, voir Omnes.
Philippe Omnès (né le 6 août 1960 à Paris) est un fleurettiste (gaucher) français, champion olympique du fleuret individuel à Barcelone 1992, puis directeur technique national auprès de la Fédération française d'escrime de 1996 à 2005. Il dirige en 2016 le département sport de haut niveau au CREPS d’Île-de-France à Châtenay-Malabry.

## Palmarès
- Champion olympique en 1992
- champion du monde en 1990 (2e en 1989; 3e en 1991 et 1993)
- Vainqueur de six tournois de Coupe du monde
- Challenge International de Paris (CIP) (Challenge Martini) en 1986 et 1989
- Challenge Brut Fabergé en 1994
- Champion de France en 1982, 1984, 1985,1987, 1991, 1992 et 1993
- Champion de France par équipes en 1981, 1991, 1992 et 1995

- Vice-champion du monde par équipes en 1982 et 1987 (3e en 1989 et 1991)
- Médaille d'argent aux Jeux méditerranéens en 1991 (Athènes)
- Médaille de bronze par équipes aux JO de 1984